# Első buddhista zsinat

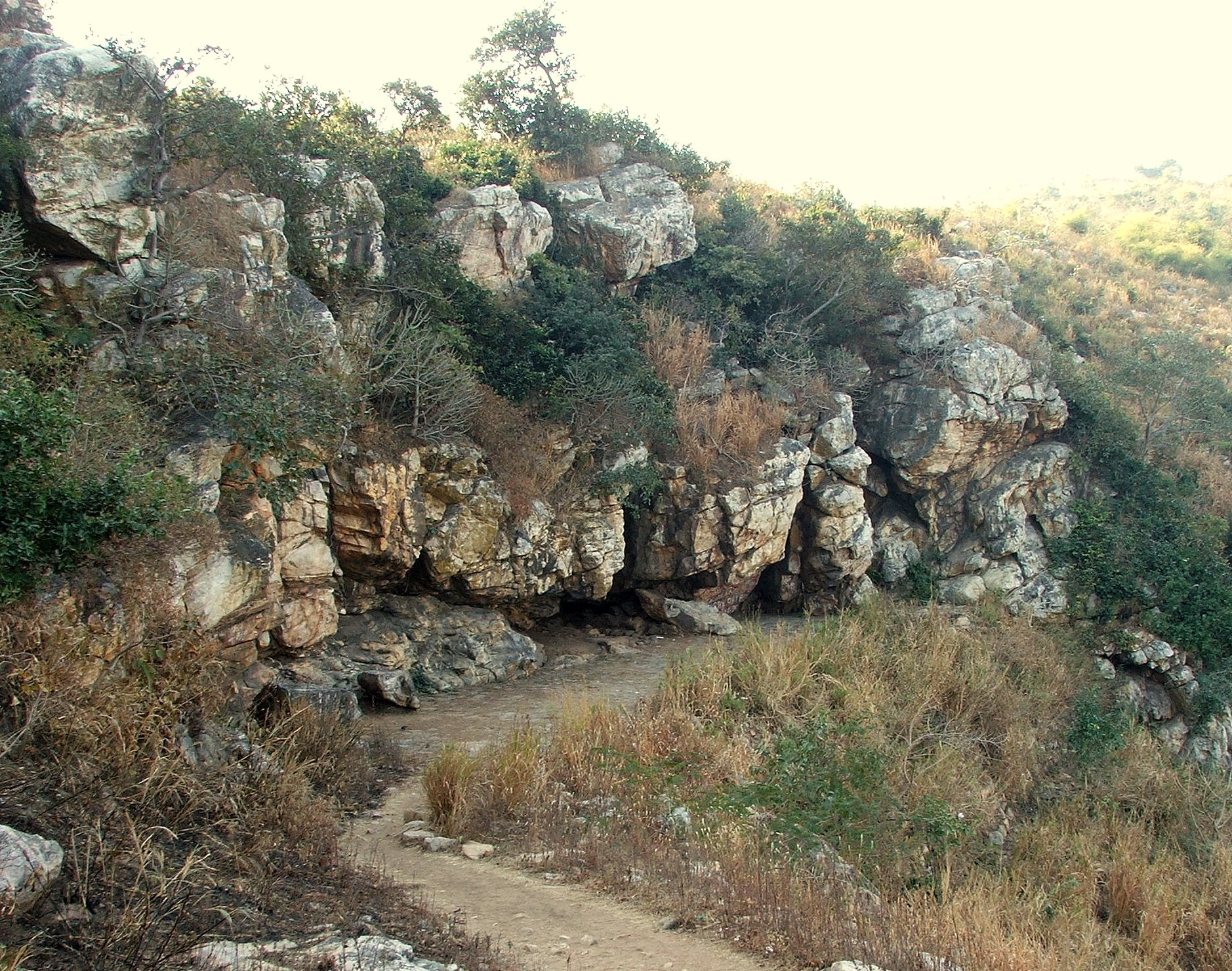
A Szattapanni-barlang Radzsgirban, ahol az első buddhista tanácskozást tartották.

Az  első buddhista tanácskozás a théraváda hagyomány szerint az i. e. 543–i. e. 542 közötti időszakban, a történelmi Buddha parinirvánáját követő évben volt. A mahájána hagyományban több lehetséges korábbi dátumot is lehetségesnek tartanak. Nyugati becslések szerint ennél valamivel később volt. Későbbi elbeszélések szerint Adzsátaszattu (szanszkrit: अजातशत्रु) a Magadha Birodalom királyának támogatásával jött létre a Szattaparnaguha-barlang bejáratánál (páli nyelven: Szattapanniguha) Rádzsgír település közelében, Buddha halála után három hónappal. A tanácskozásról részletes beszámoló készült, ami megtalálható a kanonikus Vinaja-pitaka Khandhaka (rendtartás) fejezeteiben.

## Története
A Khandhaka fejezetei szerint az eseményt Mahákásjapa brahmin kezdeményezte, miután egy ócsárló megjegyzést hallott a szerzetesek életének szigorú szabályaival kapcsolatban. Állítólag egy Szubhadda nevű szerzetes Buddha halálát követően azon kesergett, hogy el kell majd viselnie a Buddha által a szerzetesek számára előírt szabályokat. Jóllehet a legtöbb szerzetes szomorúan gyászolta Buddhát, Mahákásjapa azonban meghallotta Szubhaddát, aki a következőket mondta: „Elég volt, testvéreim! Ne keseregjetek, ne siránkozzatok. A nagy törekvő szabadjára engedett minket. Nyomasztó is volt, hogy megmondta nekünk, mi illik és mi nem. Mostantól viszont azt tehetjük, amit akarunk, amit meg nem akarunk, azt nem fogjuk megtenni.”.
Mahákásjapa megrémült, hogy a Dhamma és a Vinaja erkölcse megromlik ha más szerzetesek is úgy viselkednek majd, mint Szubhadda. Ezért úgy döntött, a Dhammát meg kell őrizni és védeni. A Szangha engedélyével összehívott hát ötszáz arhatot. Ánandát, Buddha egyik legfőbb tanítványát is szerették volna meghívni, amennyiben ő is eléri addig az arhát szintet. Ánanda is végül részt vehetett a tanácskozásban, mivel előző éjjel ő is elérte az arhat szintet. Az ő elbeszélései alapján lettek lejegyezve Buddha tanításai (a hagyomány szerint olyan különleges emlékezőtehetsége volt, hogy fejből, szó szerint tudta idézni az összes tanítást, amit a Buddha a négy évtized alatt elmondott neki és társainak).
Mahákásjapa elnökletével az ötszáz arhat szerzetes az esős évszakban gyűlt össze. Mahákásjapa első dolga volt megkérdezni az akkori Vinaja legkiválóbb szakértőjét, a tiszteletre méltó Upálit a szerzetesi szabályokról. Ő volt a legalkalmasabb erre a feladatra, mivel ő személyesen Buddhától tanult. Upáli válaszát a tanács egyöntetűen helyesnek ítélte, ezáltal formálisan elfogadták a Vinaját.
Az első zsinat hivatalosan rögzítette a kisebb és kevésbé jelentős szabályokat is. A szerzeteseknek hét hónapig tartott felmondani a teljes Vinaját és a Dhammát, amit le is jegyeztek. Az első zsinatot a Megvilágosultak Nagy Tanácsának is nevezik.